# Вазиани (Мцхетский муниципалитет)
Вазиани (груз. ვაზიანი) — село в Грузии, на территории Мцхетского муниципалитета края (мхаре) Мцхета-Мтианети.

## География
Село находится в центральной части Грузии, к востоку от реки Ксани, на расстоянии приблизительно 15 километров (по прямой) к северо-западу от города Мцхета, административного центра края и муниципалитета. Абсолютная высота — 581 метр над уровнем моря.

## Население
По результатам официальной переписи населения 2014 года в Вазиани проживало 526 человек (262 мужчины и 264 женщины). В национальной структуре населения грузины составляли 98,9 %.
| Год  | Население, человек |
| ---- | ------------------ |
| 2002 | 590                |
| 2014 | ↘ 526              |